# 장성만
장성만(張聖萬, 1932년 11월 2일~2015년 12월 6일)은 대한민국의 교육자, 정치인이다. 제11·12대 국회의원을 지냈으며, 제12대 국회 후반기 국회부의장 직위에 재임하였다. 그리스도의 교회, 동서대학을 설립하였고 호는 민석(民石)이다.

## 학력
- 부산공업고등학교 졸업
- 미국 신시내티 신학대학 및 동대학원 졸업
- 미국 미드웨스트 기독교대학교에서 신학박사 학위
- 서울대학교 행정대학원 최고 정책 과정

## 경력
- 부산실업전문학교 설립 총장 역임
- 경남공업전문대학 학장 역임
- 민정당 발기인 및 부산시 당위원장 역임
- 민정당 정책위원회 의장 역임
- 국회부의장 역임
- 동서대학교 총장 역임
- 학교법인 동서학원 이사장
- 사단법인 한국 지역사회연구소 이사장
- 부산시 문화상 수상자회 회장

## 가족 관계
- 배우자: 박동순(1939년~, 동서학원 이사장, 제4·5·6대 동서대 총장)
  - 장남: 장제국(1964년~, 동서대학교 총장)
  - 차남: 장제원(1967년 4월 13일~2025년 3월 31일, 제18·20·21대 국회의원, 부산 사상구)
    - 손자: 장용준(2000년 5월 30일~)

  - 딸: 장주영(1965년~, 동서대학교 디자인대학원 조교수)

## 역대 선거 결과
|  | 0% |

|  | 30.06% |

|  | 25.16% |

|  | 24.68% |

## 소속 정당
| 소속 정당 | 소속 정당  | 소속 기간 | 비고                |
| --------- | ---------- | --------- | ------------------- |
|           | 민주정의당 | 1981~1990 | 창당 정계 입문      |
|           | 민주자유당 | 1990~1992 | 합당                |
|           | 무소속     | 1992~2015 | 탈당 정계 은퇴 사망 |

## 같이 보기
- 북구 (부산 선거구)
- 부산 북구의 국회의원
- 대한민국의 국회부의장